# 山口絵梨香
山口 絵梨香（やまぐち えりか、1996年10月16日 - ）は、兵庫県明石市出身のハンドボール選手。日本ハンドボールリーグの北國銀行所属。

## 経歴
神戸星城高等学校時代は2014年の第57回近畿高等学校ハンドボール選手権大会で優秀選手賞を受賞した。
2015年に日本ハンドボールリーグの北國銀行へ加入。同年は第3回U-22東アジア選手権の日本代表に選出。8月には第13回女子ジュニアアジア選手権の日本代表U-20に選ばれた。
2016年は第20回女子ジュニア世界選手権の日本代表U-20に選出された。
2017年はカザフスタン代表との親善試合「ヤングおりひめトライアルゲームズ」の日本代表U-22に選出。

## 詳細情報

### 年度別成績
| 年       | チーム   | 試合 | フィールド 得点 | 率   | 7m  | 合計  | 警告 | 退場 | 失格 |
| -------- | -------- | ---- | --------------- | ---- | --- | ----- | ---- | ---- | ---- |
| 2015-16  | 北國銀行 | 9    | 1/3             | .333 | 0/0 | 1/3   | 0    | 0    | 0    |
| 2016-17  | 北國銀行 | 6    | 1/2             | .500 | 0/0 | 1/2   | 0    | 0    | 0    |
| 2017-18  | 北國銀行 | 22   | 2/10            | .200 | 0/0 | 2/10  | 0    | 0    | 0    |
| 2018-19  | 北國銀行 | 24   | 19/36           | .528 | 0/0 | 19/36 | 0    | 1    | 0    |
| 2019-20  | 北國銀行 | 14   | 12/24           | .500 | 1/1 | 13/25 | 0    | 1    | 0    |
| 2020-21  | 北國銀行 | 11   | 4/10            | .400 | 0/0 | 4/10  | 0    | 0    | 0    |
| 2021-22  | 北國銀行 | 1    | 1/2             | .500 | 0/0 | 1/2   | 0    | 0    | 0    |
| 2022-23  | 北國銀行 | 13   | 0/0             | -    | 0/0 | -     | 0    | 0    | 0    |
| JHL：8年 | JHL：8年 | 100  | 40/87           | .460 | 1/1 | 41/88 | 0    | 2    | 0    |

- 各年度の太字はリーグ最高

### 記録

#### 日本ハンドボールリーグ
- フィールドゴール初得点：2016年2月27日、対広島メイプルレッズ戦（東区スポーツセンター）[7]

### 背番号
- 19 (2015年 - )

## 代表歴

### 日本代表U-22
- U-22東アジア選手権 (2015年)
- ヤングおりひめトライアルゲームズ (2017年)

### 日本代表U-20
- ジュニア世界選手権 (2016年)
- ジュニアアジア選手権 (2015年)